# قرار مجلس الأمن التابع للأمم المتحدة رقم 868
قرار مجلس الأمن التابع للأمم المتحدة رقم 868، المعتمد بالإجماع في 29 أيلول / سبتمبر 1993، بعد أن أعرب المجلس عن قلقه إزاء العدد المتزايد للهجمات واستخدام القوة ضد الأشخاص المشاركين في عمليات حفظ السلام التابعة للأمم المتحدة، أنشأ المجلس ولايات سلامة جديدة لقوات حفظ السلام التابعة للأمم المتحدة.
وأشير إلى أحكام اتفاقية امتيازات الأمم المتحدة وحصاناتها باعتبارها تنطبق على عمليات الأمم المتحدة والأشخاص المشاركين في هذه العمليات. وقد أدانة جميع الهجمات على حفظة السلام التابعين للأمم المتحدة، وتحرك في الجمعية العامة للنظر في تدابير جديدة تتعلق بأمن وسلامة قوات الأمم المتحدة وأفرادها.
وشجع المجلس الأمين العام بطرس بطرس غالي على المضي قدماً في الإجراءات المقترحة في تقريره لضمان أن تكون المسائل الأمنية جزءاً لا يتجزأ من التخطيط لعملية ما، وأن تشمل هذه الاحتياطات جميع الأفراد المشاركين في هذه العمليات. تم حث جميع البلدان والأطراف في النزاعات على التعاون الوثيق مع الأمم المتحدة لضمان أمن وسلامة قوات الأمم المتحدة وأفرادها. وأكد القرار أيضاً أن الهجمات واستخدام القوة ضد بعثات حفظ السلام سيعتبر تدخلاً في مسؤوليات مجلس الأمن، وأنه سينظر في اتخاذ مزيد من الإجراءات إذا كان ذلك مناسباً. وسيتم اتخاذ مزيد من التدابير ضد البلد المضيف إذا كان غير قادر أو غير راغب في الوفاء بالتزاماته فيما يتعلق بسلامة وأمن عمليات الأمم المتحدة وموظفيها.
عند النظر في الإذن بعمليات حفظ السلام في المستقبل، سيطلب المجلس ما يلي:
(أ) يتخذ البلد المضيف الخطوات المناسبة لضمان سلامة وأمن موظفي الأمم المتحدة؛
(ب) تنطبق ترتيبات الأمن والسلامة التي يتخذها البلد المضيف على جميع الأشخاص المشتركين في عملية الأمم المتحدة؛
(ج) إبرام اتفاق وضع القوات.
واختتم القرار بالطلب إلى الأمين العام، عند النظر في المزيد من عمليات حفظ السلام، أن يأخذ في الاعتبار أحكام القرار الحالي.

## روابط خارجية
- نص القرار في undocs.org